# فنجاني مخملي
فنجاني مخملي (الاسم العلمي: Peziza velutina) هو نوع من الفطريات يتبع جنس الفنجاني من فصيلة الفنجانية.